# Plantation Mobile Home Park
Plantation Mobile Home Park est une census-designated place du comté de Palm Beach, dans l'État de Floride, aux États-Unis,. En 2020, elle compte une population de 1 462 habitants.